# Йохан Борген
Йохан Борген (на норвежки: Johan Borgen) е норвежки журналист, литературен критик, преводач, драматург, поет и писател на произведения в жанра съвременен роман.

## Биография и творчество
Йохан Колет Мюлер Борген е роден на 28 април 1902 г. в Осло, Норвегия. Израства в богат дом в западната част на града. Завършва средното си образование в частни училища през 1920 г.
През 1923 г. започва работа като журналист във вестник „Dagbladet“. Във вестника използва за статиите си псевдонима Мюлте Гьосег. През 30-те години работи и като преводач. Използва псевдонима и по време на Втората световна война. Ститиите му са иронични към окупационното нацистко правителство и той бива разкрит и изпратен в лагера на затвора Грини. След освобождаването му продължава да пише, но отново е разкрит и бързо бяга в Швеция.
След войната за кратко е редактор във вестник „Friheten“, орган на Норвежката комунистическа партия. В периода 1954 – 1959 г. е редактор на литературното списание „Vinduet“.
Прави писателския си дебют през 1925 г. със сборника разкази „Mot mørket“ (Срещу мрака). Автор е на много романи, пиеси, сборници с разкази и поезия.
Най-популярна е трилогията му „Малкият лорд“ от 1955 – 57 г. В него чрез главния герой Вилфред Саген представя живота от средната класа в Норвегия от 1917 г. до времето на Втората световна война, правейки портрет на отчуждените и недоволни индивиди, които по време на войната си сътрудничат с нацистите. Романът е ценен и като проучване на живота на художниците в Копенхаген и Париж.
През 1934 г. се жени за Аннемарта Борген. Имат две дъщери – Брет, актриса и писателка, и Ане – писателка.
През 1968 г. купуват имот в Асмалой в архипелага „Валер“ и създават къща за художници „Кнатен“. Покупката е финансирана от наградата за литература на Северния съвет през 1967 г. за сборника му с разкази „Nye noveller“ (Нови разкази).
Йохан Борген умира на 16 октомври 1979 г. във Валер, Йостфол.
През 1981 г. съпругата му издава мемоарната книга книга „Deg“ за живота им в дома на архипелага. През 1989 г. художниците Ева Ланге и Ерик Фриш купуват имота, и освен ползването му като жилище и студио, правят в него художествени изложби.

## Произведения

### Самостоятелни романи
- Når alt kommer til alt (1934)
- Lille dommedag (1935) – пародия, като Йорген Хатемакер
- Ingen sommer (1946)
- Kjærlighetsstien (1946)
- Jenny og påfuglen (1949)
- Jeg (1959)
- Sorry boy (1961) – като Ола Улерн
- Blåtind (1964)
- Den røde tåken (1967)
- Min arm, min tarm (1972)
- Den store havfruen (1973)
- Eksempler (1974)

### Серия „Малкия лорд“ (Lillelord)
1. Lillelord (1955)
Малкия лорд, изд.: „Народна култура“, София (1959), прев. Златко Попзлатев
2. De mørke kilder (1956)
3. Vi har ham nå (1957)

### Поезия
- Betraktninger og anfektelser (1932) – като Мюлте Гьосег
- Seksti Mumle Gåsegg (1936)
- Åndehullet (1941)
- Far, mor og oss (1945) – като Мюлте Гьосег
- Alltid på en søndag (1968)
- 129 Mumle Gåsegg (1971)

### Пиеси
- Kontorchef Lie (1936)
- Høit var du elsket (1937)
- Mens vi venter (1938)
- Andersens (1940)
- Akvariet (1947)
- Vikinger. Eventyr (1949)
- Frigjøringsdag (1963)

### Сборници разкази
- Mot mørket (1925)
- Barnesinn (1937)
- Hvetebrødsdager (1948)
- Noveller om kjærlighet (1952)
- Natt og dag (1954)
- Nye noveller (1965)
- Trær alene i skogen (1969)
- Lykke til (1974)
- I dette rom (1975)

### Детска литература
- Anes eventyr (1943)

### Документалистика
- Dager på Grini (1945) – мемоари
- Barndommens rike (1965) – мемоари

### Екранизации
- 1961 Mens vi venter – ТВ филм
- 1962 Kalde spor
- 1964 Knepet – ТВ филм
- 1965 Frydenberg – ТВ филм
- 1965 Det angår ikke oss – ТВ филм, текст
- 1965 Vaktpostene
- 1967 Min bedstefar er en stok – по „Af en født forbryders dagbog“
- 1967 Nei, men allikevel – ТВ филм
- 1970 Skal vi leke gjemsel? – по „Jenny og påfuglen“
- 1989 Elsk meg bort fra min bristende barndom – ТВ филм
- 2010 The Passport – късометражен
- 2015 Passet – късометражен